# Punta Pissano
Punta Pissano ist eine Landspitze an der Oskar-II.-Küste des Grahamlands im Norden der Antarktischen Halbinsel. Auf der Südseite der Jason-Halbinsel liegt sie unmittelbar südwestlich des Argüello-Nunataks am nordöstlichen Ufer des Stratton Inlet.
Argentinische Wissenschaftler benannten sie. Der weitere Benennungshintergrund ist nicht überliefert.